# Temoe
Temoe, auch Timoe, alter Name: Crescent Island, ist ein kleines Atoll im südlichen Pazifischen Ozean. Es ist das südlichste Atoll von Französisch-Polynesien und eines der am weitesten südlich gelegenen Atolle der Erde. Geografisch gehört die Insel zum Tuamotu-Archipel, genauer zu den Gambierinseln, und liegt etwa 50 km von der nächsten bewohnten Hauptinsel Mangareva entfernt. Temoe ist nicht ständig bewohnt und wird von der Gemeinde Gambier der Subdivision administrative des Tuamotu-Gambier des Hochkommissariats von Französisch-Polynesien (Haut-commissariat de la République en Polynésie française) verwaltet.

## Geographie
Das Atoll besteht aus einem Kranz von ca. 40 Motus, die eine Lagune mit einer Fläche von 13,1 km² umschließen. Die Lagune ist recht flach, durchschnittlich nur 13 m tief,:309 und mit etlichen Korallenfelsen gesprenkelt, die teilweise bis an die Wasseroberfläche reichen. Für den Wasseraustausch zwischen der Lagune und dem offenen Ozean sorgen zahlreiche Hoa, vor allem an der Süd- und Südwestseite. Die Tidenkanäle sind jedoch zu flach, um Bootsverkehr zu erlauben. Lediglich zwei Hoa im Nordwesten und Westen sind bei hohen Wasserständen eingeschränkt befahrbar.
Die Landfläche aller Inseln zusammen beträgt nur 2,1 km².

### Geologie
Wie alle Atolle verdankt auch Temoe seine Existenz dem Vulkanismus.  Die etwa 15 Mill. Jahre alte, basaltische Basis der Insel erhebt sich aus einer Tiefe von 3700 m unter dem Meeresspiegel. Temoe bildet eine Inselkette mit Oeno, Henderson und Ducie, die wahrscheinlich alle aus demselben Hotspot entstanden sind.:308 Die aus vulkanischen Gesteinen bestehende Zentralinsel ist jedoch längst unter der Meeresoberfläche versunken, sodass nur noch die auf dem Korallenriff aufsitzenden Motus herausragen.

### Flora
Die Motus aus Sand und Korallenschutt und sind humusarm. Der Boden bietet Pflanzen daher nur wenige Nährstoffe, sodass die Flora nicht sehr artenreich ist. Die strandnahen Bereiche sind von kriechend wachsender Triumfetta procumbens bedeckt. Die sich anschließende Vegetation besteht hauptsächlich aus Suriana maritima und Pandanus. In den inneren, etwas angehobenen Arealen gedeihen zudem Scaevola und Pemphis acidula, überragt von Kokospalmen.:312 Wilson sah 1797 noch keine Kokospalmen auf der Insel,:115 ebenso wenig Lucett im Jahr 1842.:285 Die heute dort wachsenden Palmen haben Rückkehrer von dem benachbarten Mangareva in der zweiten Hälfte des 19. Jahrhunderts gepflanzt.

## Geschichte
siehe auch → Geschichte der Gambierinseln
Dass Temoe einst bewohnt war, beweisen zahlreiche Relikte der polynesischen Ureinwohner, von denen einige, obwohl nicht restauriert, für den heutigen Besucher noch zu erkennen sind. Der US-amerikanische Anthropologe und Kurator des Bernice P. Bishop Museums in Honolulu Kenneth P. Emory (1897–1992), war der erste Fachgelehrte, der die Bauten der frühen Polynesier während eines zweitägigen Aufenthaltes auf Temoe im Jahr 1934 untersucht und beschrieben hat.
Eine der noch sichtbaren Hinterlassenschaften der Polynesier ist eine vierstufige, aus unbearbeiteten Korallenblöcken aufgeschichtete Tempelplattform (Marae), die der neuseeländische Anthropologe Peter Buck (Te Rangi Hīroa) schon in den 1930er Jahren fotografiert hat. Buck beschreibt den Marae als einen offenen Hof mit einer aufragenden, an der Front stufenförmig gestalteten Steinplattform und (Begräbnis- ?)Kammern an beiden Enden. Die Anlage ist heute in einem wesentlich schlechteren Erhaltungszustand als 1934 und gleicht eher einer ungeordneten Ansammlung von Steinen von ungefähr 2 ½ m Höhe. Peter Buck nahm an, dass Temoe von Flüchtlingen aus Mangareva besiedelt worden sei.
In einer Ausgrabungskampagne in den Jahren 2001 bis 2003 haben französische Archäologen die Überreste von insgesamt 13 Zeremonialplattformen auf den Inseln registriert. Sie gruben außerdem auf dem Motu Omenii Nui, einer etwas größeren Sauminsel im Südwesten, ein umfangreiches Gräberfeld aus, in dem Männer, Frauen und Kinder bestattet waren. Die Gräber waren mit Pyramiden aus locker aufgeschichteten, unbearbeiteten Steinen gekennzeichnet. Man fand keine Grabbeigaben, außer einigen Angelhaken aus Muschelschalen. Die Radiokarbondatierung ergab, dass der Friedhof zwischen 1410 und 1650 n. Chr. genutzt wurde.
Der Archäologe Marshall Weisler von der University of Queensland analysierte die Abfallhaufen von mehreren Siedlungen. Die Überreste ließen darauf schließen, dass sich die polynesischen Ureinwohner hauptsächlich von Seevögeln, der Pazifischen Ratte (Rattus exulans), Schnecken, Muscheln, Gastropoden und Fischen ernährten. Die am häufigsten verzehrten Fischarten waren Papageifische. Menschenknochen in den Abfallhaufen legen nahe, dass es auch Kannibalismus gegeben hat. Im frühen 19. Jahrhundert wurden die Siedlungen aufgegeben.
1637 brach der Pirat Edward Davis mit seinem Schiff  Bachelors Delight von den Galapagos-Inseln auf, um Kap Hoorn zu umrunden und in die Karibik zu segeln. Er passierte dabei eine von Riffen umgebene, flache und sandige Insel, die fortan auf den Karten als Davisland (Terra de Davis) erschien. Der schottisch-neuseeländische Philologe und Universitätsprofessor John Macmillan Brown nahm an, das verschollene Davisland sei die Insel Temoe gewesen. Eine Bestätigung dafür gibt es nicht.

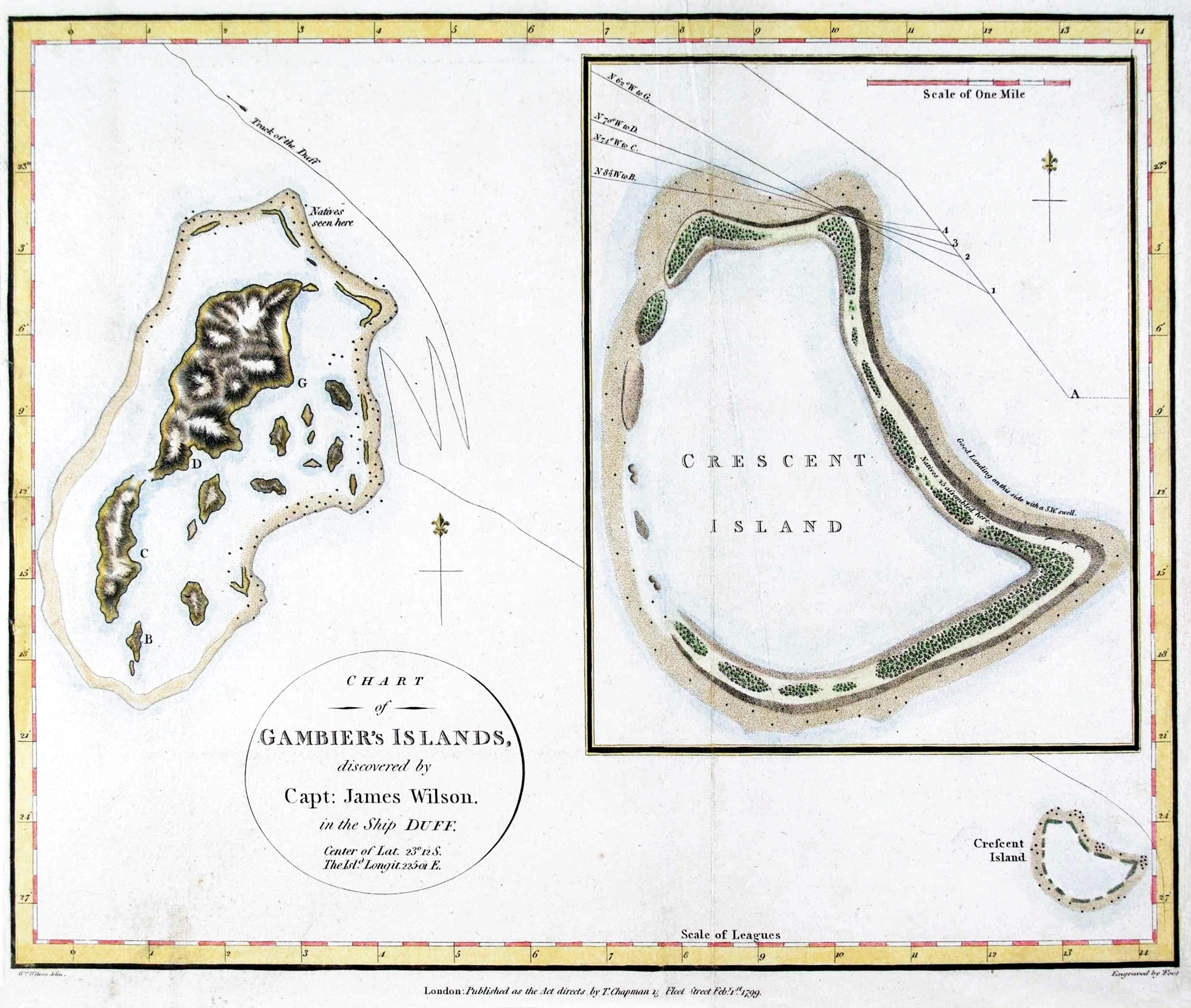
James Wilsons Karte von 1799 vermerkt im Osten: Natives 25 aſsembled here.

Für Europa entdeckt hat Temoe Kapitän James Wilson, der mit dem Missionsschiff Duff der London Missionary Society in den Südpazifik fuhr. Am Morgen des 23. Mai 1797 kam eine flache Insel in Form eines Halbmondes in Sicht, die Wilson nach ihrem Erscheinungsbild „Crescent Island“ nannte. Als sich die Duff am folgenden Tag annäherte, war keine befahrbare Passage in die Lagune zu erkennen. Wilson selbst stieg mit vier Seeleuten und einem Eingeborenen von Tahiti, versehen mit einigen Geschenken, in ein Beiboot, um trotz der starken Brandung an der Ozeanseite zu landen. Als das Boot der Insel zustrebte versammelten sich ca. 25 mit Speeren bewaffnete Insulaner am Strand, darunter drei oder vier Frauen. Sie nahmen eine drohende Haltung ein, um die Landung der Europäer zu verhindern. Wilson brach daraufhin das Landemanöver ab und kehrte zum Schiff zurück. Er konnte auf der Insel weder Brotfruchtbäume noch Kokospalmen erkennen und auch keine Kanus, sodass er sich fragte, wie die Menschen auf dem winzigen Eiland existieren konnten.:112–115
Der erste Europäer, der Temoe betrat, war der englische Naturforscher und Malakologe Hugh Cuming. Er erreichte die Insel am 6. Dezember 1827 mit seiner für Forschungszwecke konzipierten Yacht The Discoverer. Die Mannschaft brachte ein Beiboot aus, um an Land zu gehen. Die mit Musketen bewaffneten Europäer wurden am Strand bereits von zahlreichen Kriegern erwartet, deren Körper schwarz und weiß bemalt waren und die lange Speere schwangen. Cuming fand einen Durchschlupf im Riff, musste jedoch das Boot in die Lagune ziehen, da zahlreiche, scharfkantige Korallenfelsen die Durchfahrt versperrten. Mit Gesten forderten die Insulaner ihn auf an Land zu gehen, deren Bewaffnung ließ es aber nicht ratsam erscheinen. Daraufhin nahmen die Krieger eine drohende Haltung ein und kreisten das Boot ein. Die Europäer feuerten ein paar Warnschüsse in die Luft und als dies keinerlei Wirkung zeigte, zog Cuming es vor, den Rückzug anzutreten. Die Eingeborenen brachten jedoch das Boot zum Kentern und Cuming fiel über Bord. Die Mannschaft gelang es, das Boot wieder aufzurichten und so konnten sich alle auf der vor Anker liegenden Yacht in Sicherheit bringen.
1838 ließen die katholischen Missionare des französischen Ordens „Pères et religieuses des Sacrés-Cœurs de Picpus“ (kurz Picpusiens, in Deutschland Arnsteiner Patres) alle Einwohner Temoes nach Mangareva evakuieren. Es ist umstritten, ob man sie als Arbeitskräfte für den Bau der Cathédrale Saint-Michel in Rikitea, genannt „Südseekathedrale“, missbrauchte oder ob sie ihre Insel wegen der kargen Lebensverhältnisse freiwillig verließen. Der Bau der Kirche dauerte vom 17. Januar 1839 (Grundsteinlegung) bis April 1841.
Der britisch-tahitische Händler Edward Lucett (1815–1853), der Temoe im November 1842 passierte, schildert die Insel bereits als unbewohnt.:286

„. . . obwohl auf den Karten als bewohnt bezeichnet, ist das längst Vergangenheit. Die Bewohner sind vor der extremen Armut und dem Mangel an Nahrung auf die Gambier Inseln geflüchtet.“

1871 musste Père Laval, der Leiter der Missionsstation der Picpus-Missionare auf Mangareva, auf Geheiß des Bischofs von Tahiti die Gambierinseln verlassen. Zum Ende des 19. Jahrhunderts kehrten einige Familien von Mangareva nach Temoe zurück und pflanzten Kokosnusspalmen an. Heute ist Temoe wieder unbewohnt, doch von Zeit zu Zeit suchen Mangarevaner die Insel zur Kokosnussernte auf.